# Vigor Trani Calcio
Vigor Trani Calcio (wł. Associazione Sportiva Dilettantistica Vigor Trani Calcio) – włoski klub piłkarski, mający siedzibę w mieście Trani, w południowo-wschodniej części kraju, grający od sezonu 2009/10 w rozgrywkach Promozione Puglia.

## Historia
Chronologia nazw:
- 1928: Unione Sportiva Trani
- 1930: Associazione Sportiva Trani
- 1938: Società Sportiva Trani
- 1949: Associazione Polisportiva Trani
- 1997: klub rozwiązano
- 1999: Associazione Sportiva Fortis Trani – po odkupieniu licencji od Libertas Barletta
- 2013: klub rozwiązano
- 2013: Unione Sportiva Calcio Trani – po odkupieniu licencji od Terlizzi Calcio
- 2014: Associazione Sportiva Dilettantistica Vigor Trani
- 2014: Associazione Sportiva Dilettantistica Vigor Trani Calcio – po fuzji z USD Terlizzi Calcio

Klub sportowy US Trani został założony w miejscowości Trani 29 stycznia 1928 roku. Wcześniej w mieście funkcjonował klub Trani Sport, który powstał w 1910. Wkrótce klub dołączył do FIGC i w sezonie 1928/29 debiutował w Terza Divisione Pugliese (D4), awansując do Seconda Divisione. W sezonie 1929/30 po podziale najwyższej dywizji na Serie A i Serie B poziom Seconda Divisione został zdegradowany do czwartego stopnia. W 1930 awansował do Prima Divisione, po czym zmienił nazwę na AS Trani. Po zakończeniu sezonu 1931/32 klub dobrowolnie zrezygnował z występów w trzeciej lidze i następny sezon rozpoczął w Terza Divisione Pugliese (D5), w której grał do 1935, a potem z przyczyn dyscyplinarnych został zawieszony kilka lat.
W 1938 roku klub odrodził się jako SS Trani i startował w Prima Divisione Puglia (D4). W 1940 zespół awansował do Serie C. W trzeciej lidze występował do 1943 roku, aż do rozpoczęcia na terenie Włoch działań wojennych II wojny światowej, wskutek czego mistrzostwa 1943/44 zostały odwołane.
Po zakończeniu II wojny światowej, klub wznowił działalność w 1945 roku i został zakwalifikowany do Serie C Centro-Sud. W 1947 został zdegradowany do Prima Divisione Puglia, która w 1948 roku w wyniku reorganizacji systemu lig została zdegradowana do piątego poziomu. W 1949 roku zmienił nazwę na AP Trani. W 1950 awansował do Promozione Puglia, która 1952 została przemianowana na IV Serie. Po zakończeniu sezonu 1956/57 klub został zdeklasowany do Campionato Interregionale - Seconda Categoria. W 1959 został promowany do Serie D. W 1962 otrzymał promocję do Serie C. W 1964 awansował do Serie B. W sezonie 1964/65 zajął 15.miejsce, a w następnym sezonie 20.miejsce  w Serie B i spadł z powrotem do Serie C. W 1968 został zdegradowany do Serie D, a w 1971 awansował na rok do Serie C. W 1974 spadł do Promozione Puglia, a w 1978 wrócił do Serie D. Przed rozpoczęciem sezonu 1978/79 Serie C została podzielona na dwie dywizje: Serie C1 i Serie C2, wskutek czego Serie D została obniżona do piątego poziomu. W 1981 liga zmieniła nazwę na Campionato Interregionale. W 1988 klub otrzymał promocję do Serie C2. W 1996 roku zespół został zdegradowany do Campionato Nazionale Dilettanti (D5), a w 1997 do Eccellenza Puglia, jednak zrezygnował z dalszych występów i został rozwiązany.
W 1999 roku klub został reaktywowany z nazwą AS Fortis Trani i po odkupieniu licencji od Libertas Barletta startował w rozgrywkach Promozione Puglia (D7). W 2000 zespół został promowany do Eccellenza Puglia, a w 2002 do Serie D. W 2004 spadł do Eccellenza Puglia, a rok później do Promozione Puglia. W 2009 znów awansował do Eccellenza Puglia, a w 2010 do Serie D. W sezonie 2012/13 zajął 17.miejsce w grupie H Serie D i został zdegradowany do Eccellenza Puglia, po czym klub ogłosił upadłość.
W 2013 powstał nowy klub o nazwie US Calcio Trani, który kupił tytuł sportowy od Terlizzi Calcio i startował w sezonie 2013/14 w rozgrywkach Eccellenza Puglia. 23 czerwca 2014 roku zespół otrzymał nową nazwę ASD Vigor Trani, a potem połączył się z USD Terlizzi Calcio i zmienił nazwę na ASD Vigor Trani Calcio. Przed rozpoczęciem sezonu 2014/15 wprowadzono reformę systemy lig, wskutek czego Eccellenza awansowała do piątego poziomu. Po zakończeniu sezonu 2019/20 zajął czwarte miejsce w Eccellenza Puglia, ale potem przegrał baraże playoff i nie uzyskał promocji do Serie D.

## Barwy klubowe, strój
|  |  |

Klub ma barwy biało-błękitne. Zawodnicy domowe spotkania zazwyczaj grają w pasiastych pionowo biało-błękitnych koszulkach, błękitnych spodenkach oraz błękitnych getrach.

## Sukcesy

### Trofea międzynarodowe
Nie uczestniczył w rozgrywkach europejskich (stan na 31-05-2020).

### Trofea krajowe
| \| \| Zdobyte trofea w rozgrywkach Włoch (stan na: 31-08-2020) \| |                                                          |      |                  |
| Rozgrywki                                                         | Osiągnięcie                                              | Razy | Sezon(y)         |
| · Mistrzostwo                                                     | I miejsce                                                | 0    |                  |
| · Mistrzostwo                                                     | II miejsce                                               | 0    |                  |
| · Mistrzostwo                                                     | III miejsce                                              | 0    |                  |
| · Puchar                                                          | zdobywca                                                 | 0    |                  |
| · Puchar                                                          | finalista                                                | 0    |                  |
| · Puchar                                                          | 1/64 finału                                              | 2    | 1964/65, 1965/66 |
| II liga                                                           | I miejsce                                                | 0    |                  |
| II liga                                                           | II miejsce                                               | 0    |                  |
| II liga                                                           | III miejsce                                              | 0    |                  |
| II liga                                                           | 15.miejsce                                               | 1    | 1964/65          |
| Włochy                                                            | Zdobyte trofea w rozgrywkach Włoch (stan na: 31-08-2020) |      |                  |

- Terza Divisione/Serie C (D3):
  - mistrz (1x): 1963/64 (C)
  - 3.miejsce (3x): 1932/33 (A Puglia), 1933/34 (B Puglia), 1971/72 (C)

## Piłkarze, trenerzy, prezydenci i właściciele klubu

### Prezydenci
...
- 1928–1930:  Luigi Viesti

...
- od 2019:  Mauro Lanza

## Struktura klubu

### Stadion
Klub piłkarski rozgrywa swoje mecze domowe na Stadio Comunale w mieście Trani o pojemności 8,4 tys. widzów.

### Derby
- Fidelis Andria 2018
- Barletta 1922
- Molfetta Calcio
- Matera Calcio
- SS Monopoli 1966
- ACD Nardò
- Potenza Calcio
- Chieti FC 1922